# أسماء مجموعات العناصر الكيميائية
| المجموعة 17 |         |
| الدورة      |         |
| 2           | 9 F     |
| 3           | 17 Cl   |
| 4           | 35 Br   |
| 5           | 53 I    |
| 6           | 85 At   |
| 7           | 117 Uus |

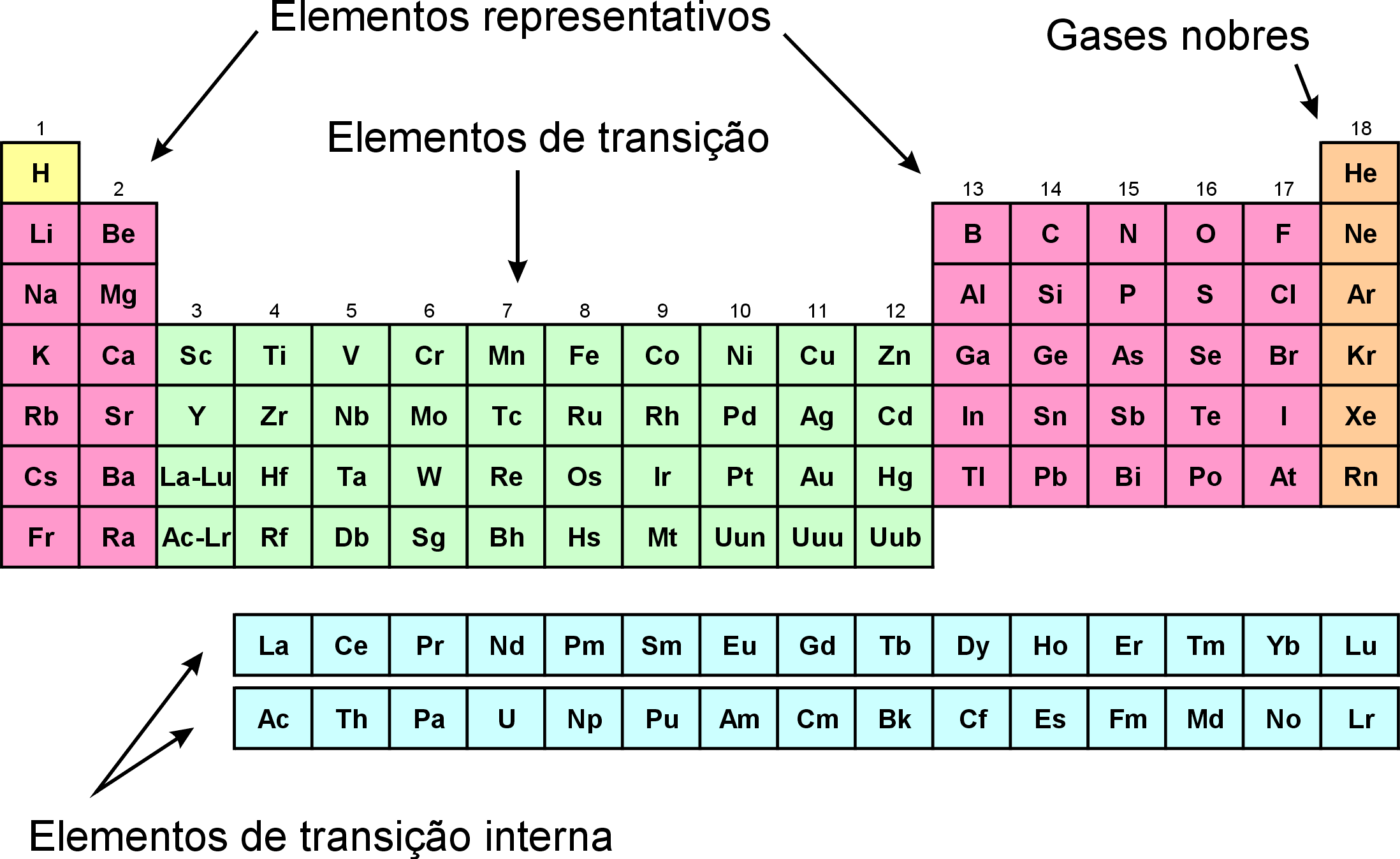

السلسلة الكيميائية هي مجموعة من العناصر الكيميائية التي تتغير صفاتها بين كل سلسلة والتي تليها في الجدول الدوري.السلسلة في الجدول الدوري تكون موزعة رأسيا.
تم اكتشاف السلاسل الكيميائية قبل اكتشاف الجدول الدوري والذي تم عمله لمحاولة تنظيم العناصر طبقا لخواصها الكيميائية .
فمثلا: سلسلة الفلزات القلوية : 
وتشمل   الليثيوم, والصوديوم, البوتاسيوم, روبيديوم, سيزيوم وفرنسيوم يكونوا   المجموعة الأولي  في الجدول الدوري.  وهم ذوي بريق معدني ، وفلزات نشطة كيميائيا . توجد في غلافها الذري الخارجي إلكترون واحد يسمى إلكترون تكافؤ. 
مثل آخر:
سلسلة الهالوجين
وتشمل الفلور ، الكلور،بروم ، اليود ،وأستاتين. ينقص في كل منها في غلافة الخارجي إلكترونا واحدا رغم تعادل ذراته، ولهذا فتلك السلسلة نشطة كيميائيا أيضا ؛ حيث تحاول إكمال النقص بالاتحاد مع ذرات أخرى وعلى الأخص مع سلسلة القلويات ذات إلكترون منفرد (أنظر المجموعة 17).
توجد سلاسل عديدة تتطابق تماما مع مجموعات الجدول الدوري وهذه ليست مصادفة نظرا لأن الخواص الفيزيائية لهذه العناصر تأتي من أن لها نفس شكل المدار الذري الخارجي ، الذي تشترك إلكتروناته في تكوين رابطات كيميائية مع عناصر أخرى  .

## السلاسل الكيميائية
والسلاسل الكيميائية الموجودة في الجدول الدوري هي :
| فلزات قلوية         | (عناصر المجموعة الأولى )   |
| فلزات قلويات ترابية | عناصر المجموعة الثانية     |
| لانثينيدات          |                            |
| أكتينيدات           |                            |
| فلزات انتقالية      |                            |
| فلزات ضعيفة         |                            |
| أشباه الفلزات       |                            |
| اللافلزات           |                            |
| هالوجينات           | عناصر المجموعة السابعة عشر |
| غازات نبيلة         | عناصر المجموعة الثامنة عشر |